# جان جاك إيديلي
جان جاك إيديلي (من مواليد 3 فبراير 1966) هو لاعب كرة قدم فرنسي محترف سابق لعب كلاعب خط وسط. اشتهر بدوره في فوز مرسيليا بدوري أبطال أوروبا 1992-1993.

## حياته المهنية
ولد إيديلي في أنغوليم، شارينت. لاعب خط وسط، بدأ مسيرته مع نادي نانت، قبل أن ينضم إلى نادي مارسيليا في عام 1992. كان موسمه الأول في مرسيليا ناجحًا، حيث احتل النادي صدارة الدوري وفاز بدوري أبطال أوروبا، ولكن بعد وقت قصير من نهائي دوري أبطال أوروبا، تم الكشف عن أنه اتصل بثلاثة لاعبين في نادي فالنسيان في الدوري الفرنسي خورخي بوروتشاجا، كريستوف روبرت، وجاك جلاسمان نيابة عن مجلس مرسيليا، من أجل تقديم الرشاوى. كان مرسيليا بحاجة إلى الفوز على فالنسيان لضمان الفوز بالبطولة، وقد حث لاعبي فالنسيان على "الهدوء" حتى لا يتعرض لاعبو مرسيليا لإجهاد شديد قبل نهائي دوري أبطال أوروبا.  كان جلاسمان هو من أبلغ عن الرشوة، التي أدت إلى تجريد مرسيليا من لقب الدوري الفرنسي عام 1993، ومنعه من الدفاع عن لقب دوري أبطال أوروبا (على الرغم من أن الفوز لا يزال قائما)، وهبوطه إلى دوري الدرجة الثانية الفرنسي. تم إيقاف إيديلي لمدة عام من قبل الاتحاد الدولي لكرة القدم (فيفا)، وصدر حكم ضده بالسجن لمدة عام مع وقف التنفيذ، قضى 17 يومًا في السجن. وصدرت أحكام بالسجن لفترات أطول على أعضاء مجلس إدارة مرسيليا، كما تم حظر لاعبي فالنسيان بوروتشاجا وروبرت من قبل الاتحاد الدولي لكرة القدم بسبب تورطهما في هذه القضية.
عند عودته إلى كرة القدم، كانت لدى إيديلي مسيرة بدوية. تدرب لعدة أشهر في بنفيكا ، ولعب في إنجلترا وسويسرا ثم عاد إلى فرنسا قبل اعتزاله في عام 2003.
من عام 2006 إلى عام 2007 كان مديرًا لنادي الهواة نادي ليموج.
في عام 2006، أصدر إيديلي سيرته الذاتية، والتي تحدث فيها عن الفساد والمنشطات خلال فترة وجوده في مرسيليا. رفع رئيس نادي مارسيليا السابق برنارد تابي دعوى قضائية ضد النادي بتهمة التشهير دون جدوى،  كما هدد زميله السابق ديدييه ديشامب باتخاذ إجراء قانوني أيضًا.

## الأوسمة

#### مرسيليا
- دوري أبطال أوروبا : 1992–93